# Horst Kuss
Horst Kuss (* 24. September 1936 in Bad Kudowa, Provinz Niederschlesien) ist ein deutscher Historiker und Geschichtsdidaktiker. Er war von 1971 bis 2002 Professor für Geschichtsdidaktik, zuerst an der Pädagogischen Hochschule Göttingen, seit 1978 an der Georg-August-Universität Göttingen und seit 1994 mit halbem Lehrdeputat Professor für Geschichte am Historischen Seminar der Universität Braunschweig.

## Werdegang
Kuss studierte Geschichte, Latein, Italienisch und Pädagogik an den Universitäten in Göttingen, Würzburg und Genua und legte 1961 das Staatsexamen für das Lehramt an höheren Schulen ab. 1964 bis 1971 war er im gymnasialen Schuldienst und in der Schulverwaltung tätig. Seit 1971 bis zu seiner Emeritierung 2002 hatte er die Professur für Didaktik inne.

## Arbeitsschwerpunkte
- Theorie und Geschichte des historischen Lehrplans,
- Geschichtsdidaktisches Denken in Deutschland seit dem 18. Jahrhundert,
- Landes- und Regionalgeschichte im Unterricht,
- Geschichtsunterricht in der Sekundarstufe II (gymnasiale Oberstufe),
- Funktionen von Geschichte im öffentlichen und privaten Leben.

## Veröffentlichungen (Auswahl)
- Byzantinische und lateinische Kultur in Süditalien. Göttingen 1965 (Dissertation)
- Geschichtsdidaktik und Geschichtsunterricht in der Bundesrepublik Deutschland (1945/49-1990). Eine Bilanz. In: Geschichte in Wissenschaft und Unterricht 45, 1994, S. 735–758; 46, 1995, S. 3–15.
- Landesgeschichte oder Regionalgeschichte? Über den Zusammenhang von geschichtswissenschaftlicher Theorie, geschichtsdidaktischer Konzeption und praktischer Anwendung. In: GWU 51 (2000), S. 388–405.